# Robert Gufflet
Robert Gufflet (5 de junio de 1883-2 de enero de 1933) fue un deportista francés que compitió en vela en la clase tonelaje. Fue hermano del también regatista Maurice Gufflet.
Participó en dos Juegos Olímpicos de Verano en los años 1900 y 1928, obteniendo una medalla de plata en París 1900 en la clase 3 – 10 Ton (regata 2).

## Palmarés internacional
| Juegos Olímpicos | Juegos Olímpicos | Juegos Olímpicos | Juegos Olímpicos      |
| Año              | Lugar            | Medalla          | Clase                 |
| ---------------- | ---------------- | ---------------- | --------------------- |
| 1900             | París (Francia)  | Medalla de plata | 3 – 10 Ton (regata 2) |